# Cumberland, Maryland
Cumberland, Maryland este sediul comitatului Allegany din statul Maryland al Statelor Unite ale Americii. Orașul este situat pe situat pe cursul râului Potomac, care trece prin partea extrem vestică a statului.  Populația orașului era, conform datelor culese de United States Census Bureau la recensămâul din anul 2000, de 21.591 locuitori.
Cumberland este un centru de afaceri regional și un centru comercial pentru zonele cunoscute local sub numele de Western Maryland și Potomac Highlands of West Virginia.